# Alarm für Cobra 11 – Highway Nights
Alarm für Cobra 11 – Highway Nights (jiným názvem Crash Time III) je videohra vyvinutá společností Synetic Games a vydaná společností RTL Playtainment. Hra byla pro Xbox 360 a PC vydána 27. listopadu 2009. Dne 27. května 2012 byla hra vydána pro Nintendo 3DS, a to pod názvem Crash Time 3D.

## O hře
Hlavními hrdiny hry jsou policisté Semir Gerkhan a Ben Jäger, ve většině misí řídí auto hráče jeden z nich. Hráč musí plnit mise, které na sebe v některých případech navazují (Ben je například překupníkem aut). Děj hry je o 7 dnech, které předcházely katastrofě – výbuchu letadla. Ten je k vidění již v intru hry. Oproti předchozím hrám byla do hry přidána bomba, která je v PC verzi funkční po stisku klávesy F.
Ve hře se vyskytují 2 oblasti – město a dálnice. Hra také obsahuje režim volné jízdy, v obou oblastech se nachází několik desítek míst, na nichž se může hráč dle své volby v menu objevit. Tato místa se postupně dle misí odemykají a zároveň slouží jako opravny aut. Hráč si také v menu může nastavit aktuální čas (pro režim volné jízdy), tedy zda bude den, nebo noc.

Hra obdržela český dabing. Postavu Semira Gerkhana dabuje stejně jako v seriálu Bohdan Tůma. Postavu Bena Jägera ovšem nedabuje Michal Holán jako v seriálu, ale Zdeněk Mahdal. Ten v seriálu daboval postavu Chrise Rittera.